# Lasiopa balius
Lasiopa balius är en tvåvingeart som först beskrevs av Walker 1849.  Lasiopa balius ingår i släktet Lasiopa och familjen vapenflugor. Inga underarter finns listade i Catalogue of Life.